# Oana Pellea
Oana Pellea est une actrice roumaine, née le 29 janvier 1962 à Bucarest.

## Filmographie

### Cinéma
- 1982 : Concurs
- 1983 : Faleze de nisip
- 1984 : Acasă
- 1984 : Der Mann mit dem Ring im Ohr
- 1990 : Cine are dreptate?
- 1991 : Unde la soare e frig
- 1993 : Vulpe - vânător
- 1994 : Nostradamus
- 1996 : Stare de fapt
- 2003 : Haute Tension
- 2004 : Camera ascunsă
- 2006 : Les Paumes blanches
- 2006 : Les Fils de l'homme
- 2007 : I Really Hate My Job
- 2008 : Bibliothèque Pascal de Szabolcs Hajdu
- 2009 : Cendres et Sang

### Télévision
- 2005 : Păcatele Evei (série télévisée)
- 2007 : Cu un pas înainte (série télévisée)